# 엽궐련

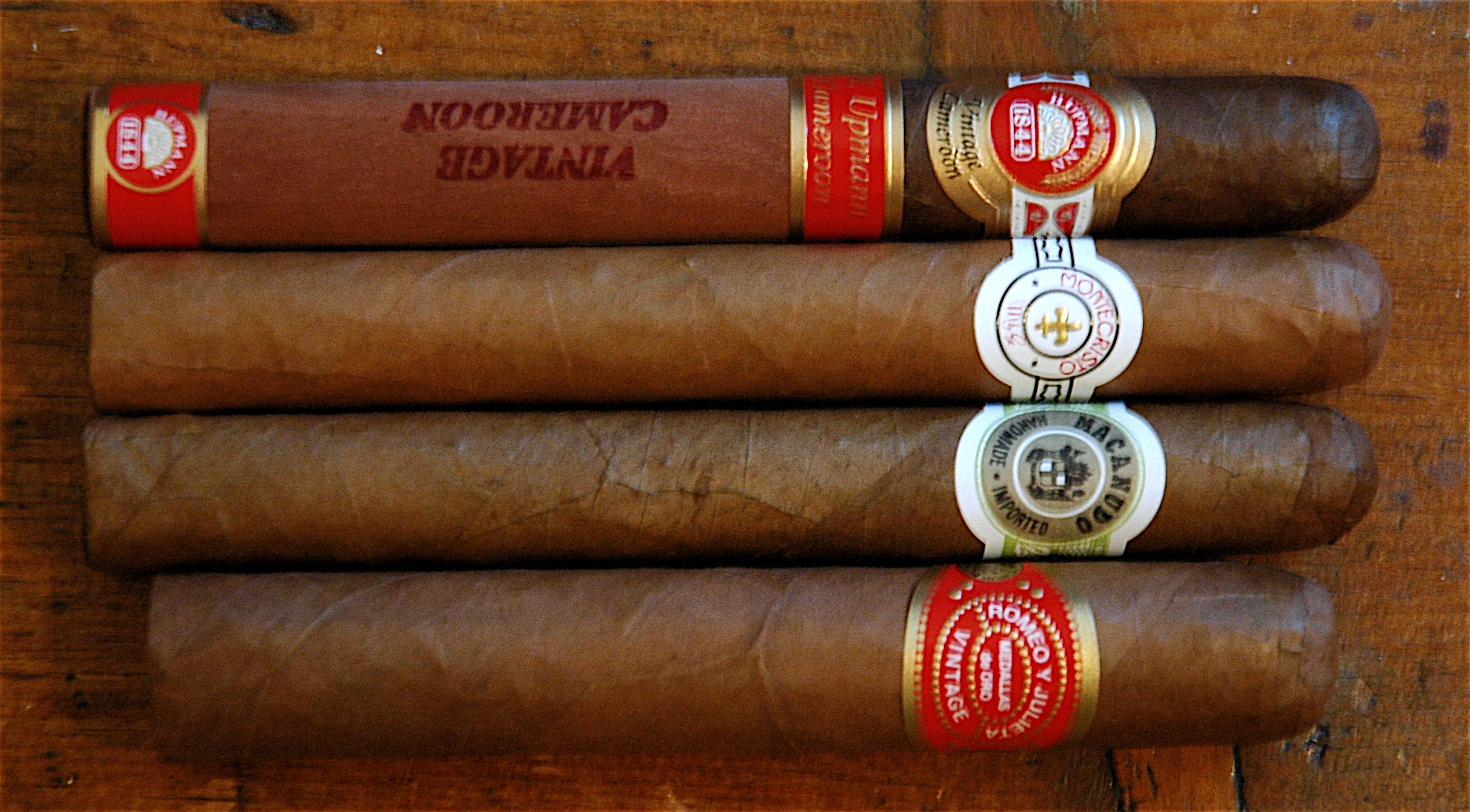
엽궐련

엽궐련(葉卷煙)은 담배의 한 종류이다. 시가(cigar), 잎궐련이라고도 한다. 말린 담뱃잎을 통째로 돌돌 말아 만들며, 모양에 따라 얇고 작은 시가, 길고 가느다란 엽궐련, 크고 퉁퉁한 코로나가 있다. 스페인어로는 시가로(cigarro), 혹은 뿌로(puro)라고 하며, 쿠바산을 따로 아바노(habano)라고 한다. 필리핀의 루손섬에서 나는 엽궐련은 여송연(呂宋煙)이라 부르는데, '여송'은 필리핀의 루손섬의 중국어식 표기이다.

## 피우는 법

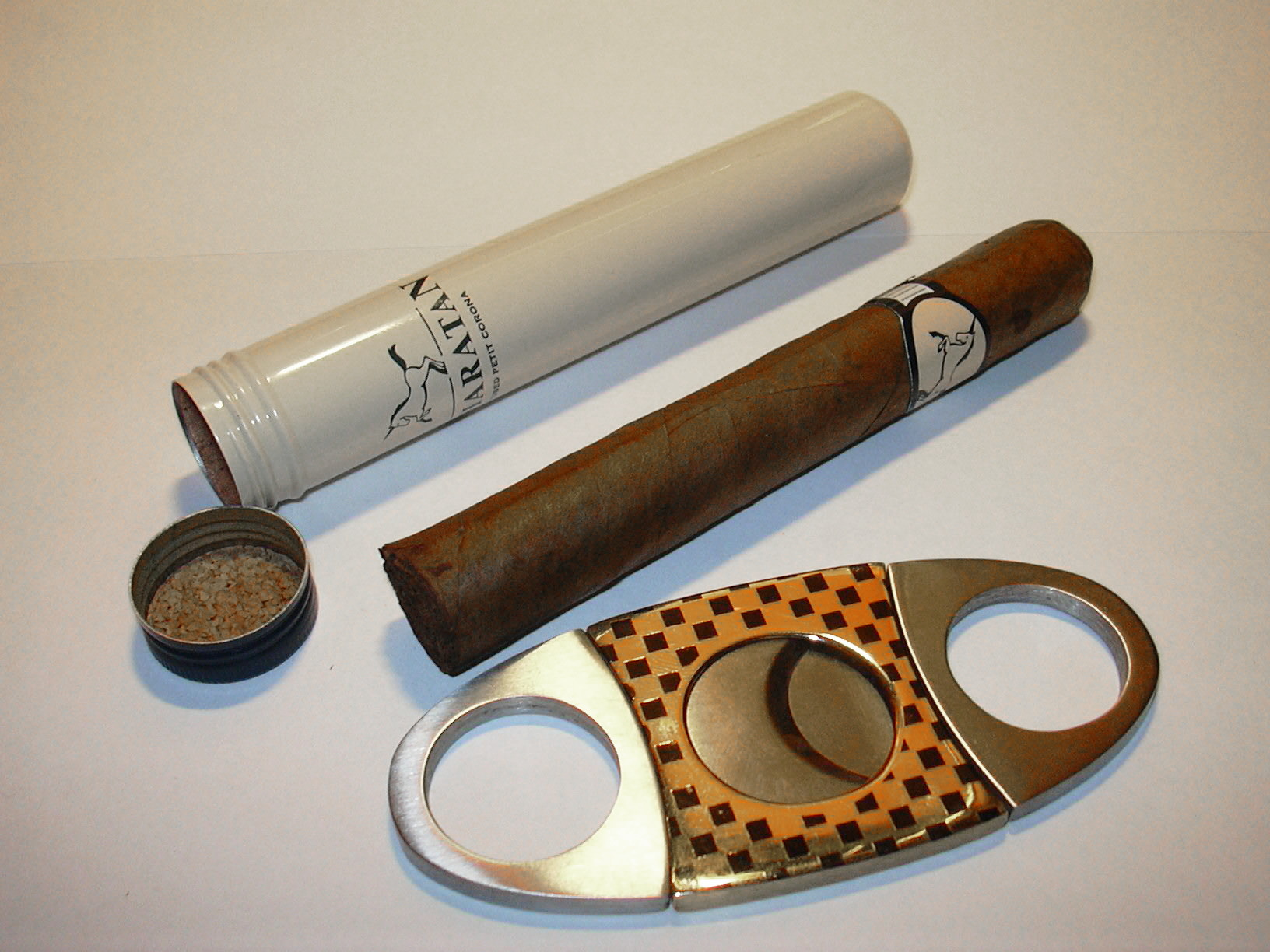
시가를 보관하는 원통과 시가 전용 커터.

먼저 시가를 피우려면, 앞머리를 시가 전용커터로 잘라내고 밑부분에 불을 붙인다. 불을 붙일 때 주의할 점은, 일정거리 떨어져서 그슬리듯이 불을 붙인다. 점화방법의 차이는 성냥개비로 붙인다면 유황의 냄새가 시가에 베어 시가의 향을 헤칠 염려가 있고, 오일라이터와 같은 경우, 기름의 냄새가 시가의 향을 해칠 가능성이 있다는 점이다. 또한, 시가의 앞부분에 불을 골고루 붙여야 한쪽이 더 빨리 타는 현상을 막을 수 있다. 그리고, 시가의 몸체에는 밴드가 붙어있는데, 미국의 예절상 밴드를 떼어내지 않고 피워도 괜찮지만, 유럽의 경우 밴드를 떼지 않고 피우면 비싼 상표의 시가를 피운다고 자랑하는 것처럼 보이게 해 예의에 어긋나므로 떼는 것이 좋다. 떼어낼 때는 시가의 겉이 손상되지 않도록 조심스럽게 떼어낸다. 시가는 일반적인 궐련과는 다르게 겉담배이다. 시가에서 가장 중요한것은 '약물적 효과' 가 아니라 '맛 과 향의 음미' 이기 때문이다(연기 양이 많고 독한 시가를 속담배로 피우는 일부 사람을 헤비스모커 라고 부른다.). 따라서 시가는 그 향과 잘 어울리는 와인이나 코냑과 식후에 곁들여 피우면 좋다. 또한 커피나 콜라와도 잘어울린다. 시가는 굵고 밀도가 높고 긴 만큼 피우는데도 많은 시간이 걸린다. 보통 한 개비를 모두 피우는데에 짧게는 30분, 길게는 1시간 정도가 걸린다. 따라서 피우다가 급한일이 생겼을땐 중간에 꺼야하는데, 시가 불의 연소 조건중 흡입이 있기 때문에, 재떨이에 올려두면 좋은 향을내면서 자연 연소된다, 궐련과 같이 재떨이에 문질러끄는 행위는 예절상 어긋나며, 매우 화가 나 있다는 표현이므로 삼가는게 좋다.

## 관리
시가는 주변의 온도, 습도에 따라 많은 영향을 받는다. 따라서 시가는 밀폐가 가능한 원통에 한개비씩 넣고 가죽파우치에 넣어 휴대하거나, 삼나무로 만든 캐비닛에 넣어 보관하거나, 휴미더에 넣어서 보관한다. 온도계와 습도계, 그리고 가습장치를 탑재한 삼나무 휴미더의 경우 시가를 최고의 상태로 보존해 준다.

## 같이 보기
- 궐련
- 시가리요

## 참고 문헌
- 이 문서에는 다음커뮤니케이션(현 카카오)에서 GFDL 또는 CC-SA 라이선스로 배포한 글로벌 세계대백과사전의 내용을 기초로 작성된 글이 포함되어 있습니다.